# Кьюзи-делла-Верна
Кью́зи-де́лла-Ве́рна (итал. Chiusi della Verna) — коммуна в Италии, расположена в области Тоскана, подчиняется административному центру Ареццо.
Население коммуны, на 01.01.2024 года, составляет 1856 человек, плотность населения — 18,38 чел./км². Коммуна занимает площадь 101 км². 
Почтовый индекс — 52010. Телефонный код — 0575.
Покровителем коммуны почитается святой Архангел Михаил, день его памяти ежегодно отмечается 29 сентября .

## Демография
Динамика населения:

## Администрация коммуны
- Официальный сайт: http://www.comune.chiusi-della-verna.ar.it/ Архивная копия от 15 августа 2012 на Wayback Machine